# Borghetto dei Pescatori

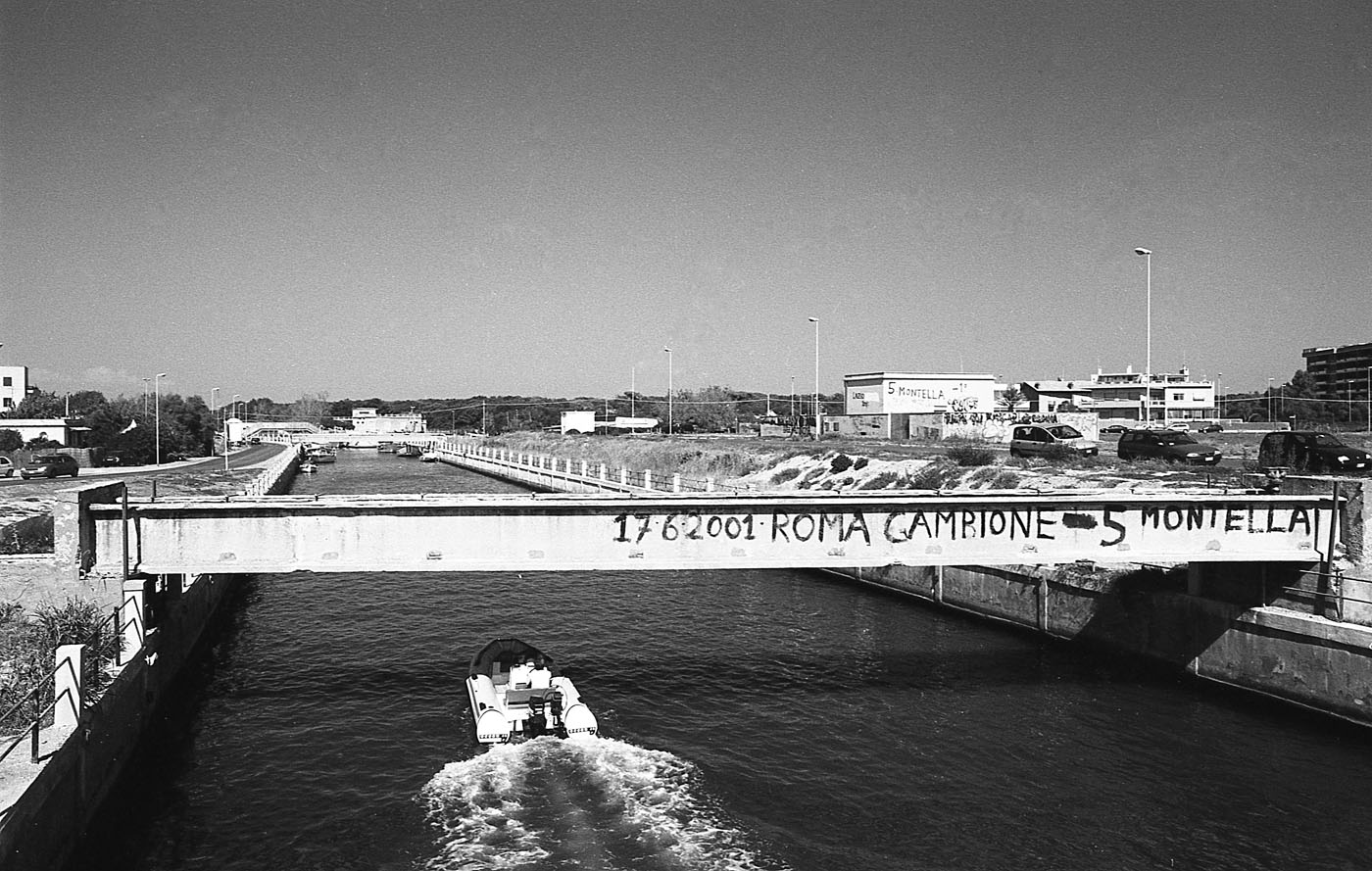
Il Canale dei Pescatori

Il Borghetto dei Pescatori è un piccolo borgo del Municipio Roma X (ex Municipio Roma XIII) di Roma Capitale, situato nel quartiere marittimo Q. XXXIV Lido di Ostia Levante.

## Storia
La zona del borghetto, a ridosso del Canale dei Pescatori, tra il Mar Tirreno e la pineta di Castel Fusano, fu insediata, nel 1890, da pescatori napoletani, ai quali la "Pia Associazione di San Nicola nella Basilica di Bari" donò una statua raffigurante San Nicola di Bari, protettore dei pescatori, scolpita nel marmo di Trani.
Tra il 1919 e il 1928 venne costruita una chiesetta dedicata a San Nicola di Bari.
Successivamente, nel 1931, quando con la costruzione del tratto di lungomare vennero demolite le baracche dei pescatori, questi rischiarono di essere riportati nelle loro zone d'origine, ma la scrittrice Margherita Sarfatti intervenne a loro favore facendo costruire sei case rosse a due piani. Il borghetto fu ufficialmente inaugurato il 4 aprile 1932.

## Sport
Il borgo è anche rappresentato dalle società di calcio: A.S. Pescatori Ostia, che milita nel campionato di Eccellenza Lazio, e Dinamo Ostia, che milita nella serie B.